# Thomas Messer
Thomas Maria Messer (geboren 9. Februar 1920 in Bratislava, Tschechoslowakei; gestorben 15. Mai 2013 in New York City) war ein tschechisch-amerikanischer Museumsleiter und Direktor der Solomon R. Guggenheim Foundation.

## Leben
Messer wuchs in einer Professorenfamilie in Prag auf und begann ein Chemiestudium an der dortigen Karls-Universität. Nach der deutschen Okkupation der Tschechoslowakei im März 1939 bemühte er sich um ein Austauschstipendium für die Vereinigten Staaten. Bei der Atlantiküberquerung überlebte er die Torpedierung der Athenia. Er kam zunächst ans Thiel College, Mercer County, und studierte danach Sprachen an der Boston University. 1944 wurde er als amerikanischer Staatsbürger Soldat der United States Army, die ihn nach Kriegsende im Office of Military Government for Germany in München einsetzte.
Nach seiner Entlassung aus dem Armeedienst belegte Messer 1947 einen Cours de civilisation française an der Sorbonne. Zurück in den Vereinigten Staaten heiratete er Remedio Garcia Villa und wurde von 1949 bis 1952 Leiter des 1935 gegründeten Roswell Museums in Roswell (New Mexico). 1951 erhielt Messer seinen Master of Arts in Kunstgeschichte und Museumswissenschaften an der Harvard University. 1956 erhielt er eine Stelle bei der American Federation of Arts und ab 1957 beim Institute of Contemporary Art in Boston. Die Harvard University beschäftigte ihn nebenher mit Lehraufträgen in Kunstgeschichte. 
Im Jahr 1961 übernahm Thomas Messer die Führung am Solomon R. Guggenheim Museum in New York, das er bis 1986 ausbaute. Während seiner dortigen Dienstzeit kuratierte er mehrere Ausstellungen, darunter drei über Jean Dubuffet und vier über Wassily Kandinsky. Unter seiner Schirmherrschaft fand von November 1979 bis Januar 1980 die erste umfassende Retrospektive des deutschen Bildhauers und Künstlers Joseph Beuys in den Vereinigten Staaten statt. Von 1981 bis 1988 leitete Messer die Guggenheim Foundation und nahm dadurch weltweiten Einfluss auf die Entwicklung des Museumsbetriebes. Es gelang ihm, den Großteil der Sammlung Justin Thannhauser an das Haus zu holen, integrierte die Peggy Guggenheim Collection mit dem Palazzo Venier dei Leoni in Venedig in die Stiftung und sorgte mit der Übernahme des amerikanischen Pavillons für ein Engagement des Museums bei der Biennale di Venezia.
Thomas Krens, der 1988 als Direktor an das Guggenheim Museum kam, beerbte Thomas Messer schon zwei Jahre vor dessen Ruhestand. Messer wurde zuletzt noch bei der Frankfurter Schirn und der Tschechischen Nationalgalerie aktiv. 2001 erhielt er die Goethe-Plakette des Landes Hessen.

## Schriften (Auswahl)
- Edvard Munch. Übersetzung Herbert Schuldt. Köln : DuMont Schauberg 1976.
- Thomas Krens (Vorw.): Rendezvous. Masterpieces from the Centre Georges Pompidou and the Guggenheim Museums. Guggenheim Museum Publications, New York 1998, ISBN 0-89207-213-X.
- Mark Rosenthal/ Sean Rainbird/ Claudia Schmuckli: Joseph Beuys. Actions, Vitrines, Environments. The Menil Collection, Houston, Tate Modern, Yale University Press 2004, ISBN 0-300-10496-0.